# ميتريليبتين
ميتريليبتين (بالإنجليزية: Metreleptin)‏ هو دواء يُستعمل في علاج:
- حثل شحمي مكتسب[5]